# Babinka
Babinka – ciek w Wielkopolsce, przepływający przez gminy Kórnik i Mosina, a uchodzący do Kopla na terenie Poznania, w Głuszynie. 

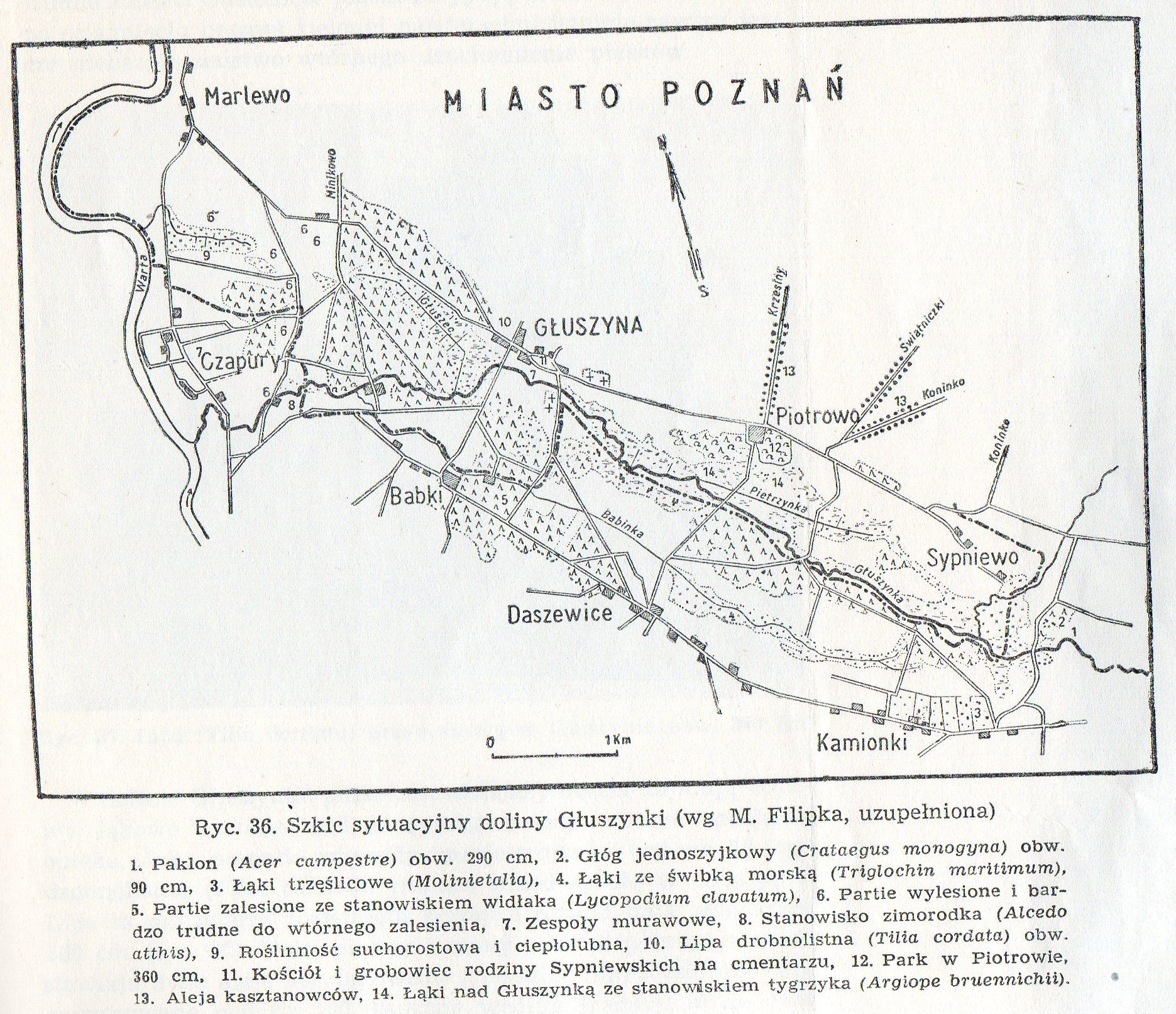
Mapa doliny Kopla z zaznaczonym przebiegiem Babinki

## Charakterystyka
Źródło znajduje się na północ od Kamionek. Ciek kieruje się na północny zachód, mijając od północy Daszewice i Babki. Przy południowym krańcu ul. Ożarowskiej wpływa do Poznania, by zaraz ujść do Kopla (dopływ lewobrzeżny). W rejonie ujścia znajduje się bezimienny staw (dawna żwirownia). Pomiędzy Kamionkami i Daszewicami nad ciekiem występują rozległe łąki ze świbką morską. Na wschód o Babek znajduje się stanowisko widłaka goździstego.